# Harvey Gaylord
Harvey Gaylord (Buffalo, 1º luglio 1904 – New London, 20 maggio 1983) è stato un imprenditore statunitense.
È stato presidente di Bell Aircraft e vicepresidente di Textron.
Laureatosi presso l'Università di Princeton, è entrato a far parte della Bell nel 1941, dove divenne presidente nel 1952. In seguito all'acquisizione della società da parte di Textron, è stato nominato vicepresidente esecutivo nel 1965.